# WTA-toernooi van Ostrava
Het WTA-toernooi van Ostrava is een jaarlijks terugkerend tennistoernooi voor vrouwen dat wordt georganiseerd in de Moravisch-Silezische hoofdstad Ostrava in Tsjechië. De officiële naam van het toernooi is Agel Open.
De WTA organiseert het toernooi, dat in de categorie "WTA 500" valt en wordt gespeeld op hardcourtbinnenbanen.
Het toernooi werd voor het eerst georganiseerd in oktober 2020, als vervanger voor het WTA-toernooi van Zhengzhou, dat was geannuleerd vanwege de coronapandemie. Hoewel voornoemde bron in september 2020 nog toeschouwers verwachtte in oktober 2020, was dat uiteindelijk toch niet het geval.
In de eerste editie wist Wit-Russin Aryna Sabalenka zowel de enkel- als de dubbelspeltitel in de wacht te slepen (die laatste samen met de Belgische Elise Mertens).

## Officiële toernooinamen
| 2020–2021  | J&T Banka Ostrava Open |
| 2022–heden | Agel Open              |

## Enkel- en dubbelspeltitel in één jaar
| speelster       | in het jaar |
| --------------- | ----------- |
| Aryna Sabalenka | 2020        |

## Finales

### Enkelspel
| Datum      | Naam                   | Cat.    | ($)     | Ondergrond        | Winnares           | Verliezend finaliste | Uitslag       |         |
| ---------- | ---------------------- | ------- | ------- | ----------------- | ------------------ | -------------------- | ------------- | ------- |
| 2020-10-19 | J&T Banka Ostrava Open | Premier | 593.600 | hardcourt, binnen | Aryna Sabalenka    | Viktoryja Azarenka   | 6-2, 6-2      | details |
| 2021-09-20 | J&T Banka Ostrava Open | WTA 500 | 565.530 | hardcourt, binnen | Anett Kontaveit    | Maria Sakkari        | 6-2, 7-5      | details |
| 2022-10-03 | Agel Open              | WTA 500 | 757.900 | hardcourt, binnen | Barbora Krejčíková | Iga Świątek          | 5-7, 7-6, 6-3 | details |

### Dubbelspel
| Datum      | Naam                   | Cat.    | ($)     | Ondergrond        | Winnaressen                   | Verliezend finalistes            | Uitslag  |         |
| ---------- | ---------------------- | ------- | ------- | ----------------- | ----------------------------- | -------------------------------- | -------- | ------- |
| 2020-10-19 | J&T Banka Ostrava Open | Premier | 593.600 | hardcourt, binnen | Elise Mertens Aryna Sabalenka | Gabriela Dabrowski Luisa Stefani | 6-1, 6-3 | details |
| 2021-09-20 | J&T Banka Ostrava Open | WTA 500 | 565.530 | hardcourt, binnen | Sania Mirza Zhang Shuai       | Kaitlyn Christian Erin Routliffe | 6-3, 6-2 | details |
| 2022-10-03 | Agel Open              | WTA 500 | 757.900 | hardcourt, binnen | Caty McNally Alycia Parks     | Alicja Rosolska Erin Routliffe   | 6-3, 6-2 | details |